# Ralf Bucher (Fußballspieler)
Ralf Bucher (* 6. April 1972 in München) ist ein ehemaliger deutscher Fußballspieler. Er wurde größtenteils als Innenverteidiger eingesetzt.
In seiner Jugend spielte Bucher für den TSV Neubiberg und wechselte 1989 ins benachbarte Unterhaching. Nachdem er sich in der ersten Mannschaft etablieren konnte, stieg er 1992 mit der SpVgg in die 2. Bundesliga auf. In seiner ersten Profisaison kam Bucher auf 32 Einsätze, verfehlte jedoch mit seinem Team den Klassenerhalt knapp. Ab 1995 spielte er mit Haching dann erneut zweitklassig und war auch Teil der Mannschaft, der in der Saison 1998/99 sensationell der Aufstieg in die 1. Bundesliga gelang.
In der höchsten deutschen Spielklasse verlor Bucher seinen Stammplatz und kam so in zwei Bundesliga-Jahren lediglich auf 28 Einsätze. Er hielt seinem Verein anschließend auch nach zwei aufeinander folgenden Abstiegen bis in die Regionalliga Süd die Treue und stieg so 2003 zum dritten Mal mit den Münchner Vorstädtern in die 2. Bundesliga auf. Dort kam er meist nur noch sporadisch zum Einsatz, bis er von Trainer Werner Lorant in die Startelf zurückgeholt und gleichzeitig zum Mannschaftskapitän gemacht wurde. Haching stieg zum dritten Mal während Buchers Laufbahn aus der zweiten Liga ab und qualifizierte sich in der Folgesaison – nun wieder mit Bucher als Stammspieler – für die neugeschaffene 3. Liga. Ralf Bucher absolvierte insgesamt 193 Zweitligaspiele.
Ralf Bucher, der 20 Jahre für die SpVgg Unterhaching spielte, war das letzte verbliebene Mitglied der Bundesligamannschaft und seit langem der Liebling der Haching-Fans, die ihn meist „Bucherinho“ nannten. Besonders gefeiert wurden seine seltenen Torerfolge. Nachdem er zuvor nur in Bayernliga, Regionalliga und DFB-Pokal getroffen hatte, konnte er am 7. Spieltag der 3. Liga im Auswärtsspiel gegen den SSV Jahn Regensburg per Foulelfmeter sein erstes Tor in einer Profiliga erzielen.
Nach der Saison 2008/2009 beendete Bucher seine Karriere als Profifußballer und arbeitete in der anschließenden Saison zunächst als Marketingleiter der SpVgg Unterhaching. Als Ralph Hasenhüttl am 22. Februar 2010 von der SpVgg Unterhaching beurlaubt wurde, übernahm Ralf Bucher den Posten des Teammanagers der ersten Mannschaft, einen Monat später wurde er schließlich Manager des Vereins. Dieses Amt hatte er bis zum Juni 2010 inne.

## Erfolge
- Aufstieg in die deutsche Bundesliga: 1999